# Khuza'a
Khuza'a (en árabe: خزاعة‎) es una pequeña ciudad agrícola palestina en la Gobernación de Jan Yunis, al sur de la Franja de Gaza. Según la Oficina Central de Estadísticas de Palestina, Khuza'a tenía una población aproximada de 13.475 habitantes a mediados de 2023.
La ciudad de Khuza'a, que se encuentra a menos de 500 metros de la frontera palestino-israelí, conocida como Línea Verde, se vio duramente castigada durante la Guerra de Gaza de 2008-2009 y fue completamente arrasada durante la Guerra de 2014, en las fuerzas israelíes mataron además a 76 de sus habitantes. En 2018, su proximidad con la frontera hizo de Khuza'a una de las cinco bases para los campamentos de la Marcha del Retorno, y también una de las localidades con más manifestantes muertos por disparos de francotiradores israelíes.

## Historia
En las estadísticas de población de 1945, realizadas por las autoridades del Mandato británico de Palestina, Khuza'a (llamada Khirbat Ikhzaa) tenía una población de 990 habitantes, todos ellos musulmanes, y se extendía por una superficie de 8.179 dunams de tierra (unos 8,1 kilómetros cuadrados). De estos, 7.987 dunams se utilizaban para el cultivo de cereales, mientras que 8 dunams tenían consideración de terreno urbanizado.

### Guerra de Gaza de 2008 y 2009
The Observer recogió declaraciones de los habitantes de Khuza'a que denunciaban que, durante la Guerra de Gaza de 2008-2009, el ejército israelí demolió casas de la ciudad con civiles todavía en el interior y disparó a civiles que llevaban banderas blancas. La ONG israelí B'Tselem recogió testimonios de los residentes que corroboraban la información de The Observer.
Bruno Stevens, uno de los primeros periodistas occidentales en acceder a la Franja de Gaza cuando estalló el conflicto, informó que el ejército israelí usó fósforo blanco en el bombardeo de las casas de Khuza'a. Stevens escribió "Todo lo que puedo decir es que muchas, muchas casas fueron bombardeadas y que usaron fósforo blanco", tras lo que añadió que "parece que ha sido indiscriminado". Israel admitió en 2010 haber usado fósforo blanco en bombardeos de zonas urbanas gazatíes, aunque no en la localidad de Khuza'a.

### Guerra de Gaza de 2014
Durante la Guerra de Gaza de 2014, que se extendió del 8 de julio al 26 de agosto, el ejército israelí bombardeó duramente Khuza'a y la ocupó posteriormente con sus tanques, dejando un saldo de 76 residentes muertos. La mayoría de las más de 500 casas de la localidad fueron destruidas.
El 13 de julio, un chico de 16 años que circulaba en motocicleta por la localidad murió por el impacto de un misil lanzado desde un avión. El 20 de julio, Israel llevó a cabo un "furioso" ataque con tanques y aviación sobre la ciudad que arrasó calles enteras y destrozó las mezquitas. Un testigo presencial contó 360 impactos de bombas en tan solo una hora. El ataque israelí se prolongó durante 11 días consecutivos. Al día siguiente, 21 de julio, tres milicianos de Hamás murieron por disparos de la aviación israelí. El 23 de julio, los bombardeos israelíes mataron a 7 civiles en Khuza'a, entre ellos Suliman Muhammad Khalil Qdeih, un anciano de 73 años que murió con su hijo de 43 en la puerta de su casa, y Muhammad Ahmad Suliman a-Najar, un hombre de 55 años abatido mientras trataba de huir de la ciudad con una bandera blanca en la mano. El 24 de julio tuvieron lugar cuatro ataques mortales por parte de Israel contra civiles gazatíes. En uno, soldados dispararon contra un grupo de personas hiriendo a tres miembros de la misma familia y negando después su evacuación, lo que les causó la muerte por desangramiento. Entre ellos se encontraba Anas Hatem Suliman Qdeih, un niño de 7 años. En otro incidente separado, un avión israelí disparó un misil contra un carromato en el que huían cinco personas, causándoles la muerte. Poco después, un avión israelí bombardeó una casa de Khuza'a en la que murieron un hombre de 67 años, su hija de 37 y su hijo de 19. Por último, un hombre de 78 años y otro de 65 murieron cuando un avión israelí bombardeó el convoy en el que intentaban huir de la ciudad enarbolando una bandera blanca. El 25 de julio, tres habitantes de Khuza'a (incluido un hombre de 67 años) fueron abatidos cuando intentaban huir de la ciudad. Además, Muhammad Tawfiq Muhammad Qdeih, de 64 años, murió fue acribillado por unos soldados israelíes que se adentraron en su casa; había subido del sótano para avisar a los soldados de que su familia estaba allí refugiada.
El 26 de julio, un F-16 israelí bombardeó la casa donde se alojaban 20 miembros de la familia an-Najjar, matando a 19 de ellos. Entre los muertos se contaron un niño de 5 años, otro de 7 años y un chico de 13 años. Una anciana de 82 años con una discapacidad física murió cuando el ejército israelí bombardeó la casa de su vecina. Tres días después, una niña de 12 años fue abatida cuando buscaba a su hermano, que había sido herido anteriormente. Muhammad Suliman Hussein Banawi, de 94 años, murió por el impacto de varios impactos de bala cuando intentaba huir de la ciudad el 1 de agosto. Ese mismo día también murió por un ataque aéreo israelí Kamel Muhammad Salem a-Najar, de 62 años, que se refugiaba en la casa de un familiar. El 3 de agosto encontraron en el patio de su casa el cuerpo de Ghaliah al-'Abed Ahmad Abu Raidah, una anciana de 73 años, con un tiro en la cabeza.
En el ecuador del conflicto, el 1 de agosto, la Oficina de Naciones Unidas para la Coordinación de Asuntos Humanitarios calculó usando imágenes via satélite que, entre Khuza'a y la vecina Al-Qararra, el ejército israelí había destruido por completo 2.493 estructuras, dañado gravemente otras 1.243, y dañado moderadamente 1.652 estructuras. Además, contabilizaron otros 2.014 cráteres causados por explosivos en carreteras, huertas y otros espacios no urbanizados. Una imagen de 360 grados publicada por el diario británico The Telegraph el 5 de agosto mostraba apenas dos edificios en pie en toda la localidad. Según grupos en defensa de los derechos humanos, el ejército israelí disparó y mató a docenas de civiles durante su ofensiva terrestre; algunos de estos incidentes fueron calificados de "aparentes violaciones de las leyes de la guerra". Algunos testigos denunciaron haber sido utilizados como escudos humanos por soldados israelíes.
El diario sueco Helsingborgs Dagblad informó de que unos 5.000 habitantes de la localidad huyeron después de que la aviación israelí les lanzara folletos de advertencia, así como de que la mayoría de ellos se refugiaron en escuelas de UNRWA. En tres oleadas distintas, la mayoría de los habitantes de la ciudad consiguieron huir de los bombardeos. Otros muchos habitantes quedaron atrapados por los bombardeos israelíes. Aunque varios soldados israelíes afirmaron que les habían dicho que Hamás había amenazado con matar a los civiles que abandonaran sus casas, más de una docena de habitantes negaron con rotundidad estas afirmaciones, declarando que fue Israel quien no les permitió abandonar la zona de combate. Los soldados israelíes declararon que tenían instrucciones de realizar disparos de advertencia cuando algún civil se les acercase y, en caso de que siguiera acercándose, disparar a matar. También se quejaron de las tácticas de guerrillas de Hamás, que según opinaban, "hacía imposible determinar quien era o no era una amenaza". Sin embargo, más de una docena de habitantes de Khuza'a y otros muchos más entrevistados por grupos en defensa de los derechos humanos declararon que los soldados israelíes les dispararon intencionadamente a ellos y a sus vecinos mientras intentaban huir.

### Marcha del Retorno
El 30 de marzo comenzaron en la Franja de Gaza una serie de manifestaciones con el objetivo de reclamar el derecho de retorno de los refugiados palestinos y protestar contra el bloqueo israelí-egipcio de la Franja y contra la ocupación de Palestina. Conocida como la Marcha del Retorno, estas manifestaciones se han repetido de una manera periódica desde entonces. Desde el comienzo se establecieron cinco campamentos base del que partirían los manifestantes en dirección a la valla fronteriza que sirve de frontera palestino-israelí; uno de estos campamentos base se ubicó en Khuza'a debido a su proximidad con la frontera. El ejército israelí ha reprimido estas manifestaciones con gases lacrimógenos y con munición real, causando cerca de 250 muertes entre los manifestantes, un importante porcentaje de los cuales murió en o era natural de Khuza'a. En concreto, cinco habitantes de la ciudad han muerto a manos de francotiradores israelíes, siendo la más famosa de ellos Razan al-Najar, una enfermera de 21 años abatida mientras atendía a un herido.
Algo después, el 18 de mayo de 2021, y fuera del contexto de la Marcha del Retorno, un misil israelí mató a un joven de 22 años de la localidad, Ousamah Ashraf Muhammad Abu Raidah, que se encontraba en la entrada de su casa cuando el misil impactó en una chabola cercana.

### Guerra de 2023-24
Durante las primeras semanas de la guerra Israel-Gaza de 2023-24, la aviación israelí destruyó o dañó gravemente 178 estructuras de la localidad. Cuando las tropas israelíes se adentraron en la localidad procedieron a la destrucción casi completa de la misma. Entre el 26 de noviembre y el 7 de enero, más de 850 estructuras fueron demolidas con buldóceres o con cargas explosivas cuando ya no había combates en la zona. Incluso invitaron a la televisión israelí Now 14 a retransmitir varias de las demoliciones y muchos soldados se grabaron a sí mismos realizándolas, brindando o bromeando mientras las llevaban a cabo. Para el 10 de enero, habían destruido también una escuela de educación primaria y un cementerio. Amnistía Internacional ha denunciado que estas acciones constituyen los crímenes de guerra de destrucción arbitraria y castigo colectivo, y ha solicitado la apertura de una investigación internacional al respecto.